# Opel Corsa B
Opel Corsa B var en mellem starten af 1993 og sensommeren 2000 af Opel bygget minibil, som afløste forgængeren Corsa A.

## Modelhistorie

### Generelt
Corsa B var kendetegnet ved et i modsætning til forgængeren stærkt afrundet karrosseridesign. Modellen kom på markedet i marts 1993 som tredørs hatchback, mens femdørsversionen med en stejlere C-søjle med modificeret bagklap og smallere baglygter fulgte i august måned samme år.
I starten kunne Corsa B kun fås med benzinmotorer på 1,2 og 1,4 liter med 45 hhv. 60 hk, hentet fra forgængeren. I Østrig var 1,4'eren neddroslet til 54 hk for at reducere ejerafgift og forsikringspræmie.
Topmodellen GSi havde igen modelseriens stærkeste motor og var udstyret med talrige udstyrsdetaljer som understregede modellens sportslige karakter, som f.eks. spoilere i bilens farve. Mellem efteråret 1993 og midten af 1994 havde modellen en 1,6-liters 16V-motor med 80 kW (109 hk). Fra midten af 1994 og frem til produktionens indstilling faldt effekten en smule til 78 kW (106 hk). I 1995 mistede modellen de GSi-typiske spoilere, men havde frem til produktionens indstilling den samme motor.
I sommeren 1997 blev motorprogrammet udvidet med en nyudviklet 1,0-liters trecylindret motor med 40 kW (54 hk) og fireventilteknik. Modellerne med denne motor havde elektrisk servostyring (EPS) for at nedsætte brændstofforbruget. 1,4-liters 8V-motoren blev i foråret 1998 afløst af en 1,2-liters 16V-motor med 48 kW (65 hk), som var baseret på samme grundkonstruktion som 1,0 12V.
På dieselsiden fandtes i starten den fra forgængeren kendte 1,5-liters sugedieselmotor med 37 kW (50 hk) og 1,5-liters turbodiesel med 49 kW (67 hk). I september 1995 blev sugedieselmotoren opboret til 1,7 liter, hvilket øgede effekten til 44 kW (60 hk). Dieselmotorerne i Corsa var ikke udviklet af Opel selv, men derimod af den ligeledes til General Motors hørende bilfabrikant Isuzu. Dieselmodellerne havde ikke servostyring, da generatoren på grund af motorens byggeform var nødt til at sidde hvor servopumpen normalt skulle have siddet.
Corsa Sport blev frem til august 1994 solgt med en 1,4-liters 8V-motor med 60 kW (82 hk), som en måned senere blev afløst af en 1,4-liters 16V-motor med 66 kW (90 hk).
På basis af Corsa B opstod senere den lille sportscoupé Tigra, bygget mellem efteråret 1994 og midten af 2001. Begge minibiler var bygget på den samme platform og havde identisk undervogn. Tigra fandtes med to forskellige motorer: 1,4 16V med 66 kW (90 hk) og 1,6 16V med 78 kW (106 hk). Andre versioner af Corsa B, herunder sedan og stationcar, blev ikke markedsført i Europa.

### Facelift
Et facelift fulgte i juli 1997 og omfattede modificerede front- og hækskørter, bredere sidebeskyttelseslister og standardmonterede sideblinklys; hjulkapslernes design og alufælgene blev ligeledes moderniseret. Kabinen fik nyt indtræk og et treeget rat med airbag. Den hidtil firkantede gearstangsknop blev erstattet af en rund og de hidtidige rammenakkestøtter bortfaldt.
Corsa B fandtes mellem efteråret 1993 og slutningen af 2001 også i en varebilsudgave under navnet Combo. Corsa B blev i oktober 2000 afløst af Corsa C.
- Opel Corsa tredørs (1997–2000)
- Bagfra
- Opel Corsa femdørs (1997–2000)
- Opel Corsa World Cup

## Udstyrsvarianter

### 1993−1997
Eco, City, Swing, Sport, GSi, Joy, Atlanta, World Cup, Grand Slam, Viva, Family, CDX, Vogue, Advantage og Coiffeur.
- Logoer
- Opel Corsa B Eco
- Opel Corsa B City
- Opel Corsa B Swing
- Opel Corsa B Sport
- Opel Corsa B Joy
- Opel Corsa B Atlanta
- Opel Corsa B World Cup
- Opel Corsa B Grand Slam
- Opel Corsa B Viva
- Opel Corsa B Family
- Opel Corsa B Vogue
- Opel Corsa B Advantage
- Opel Corsa B Coiffeur

### 1997−2000
Twen, Cappuccino, Vogue, Advantage, Edition 100, Edition 100 Cool, Edition 2000, World Cup, World Cup Cool, World Cup Sport, Webc@r, Viva, Snow, Young, Special, City, Trio og Twist.
- Logoer
- Opel Corsa B Twen
- Opel Corsa B Cappuccino
- Opel Corsa B Edition 100
- Opel Corsa B Edition 2000
- Opel Corsa B World Cup
- Opel Corsa B Viva
- Opel Corsa B City
- Opel Corsa B Swing

## Sikkerhed
Det svenske forsikringsselskab Folksam vurderer flere forskellige bilmodeller ud fra oplysninger fra virkelige ulykker, hvorved risikoen for død eller invaliditet i tilfælde af en ulykke måles. I rapporterne Hur säker är bilen? er/var Corsa B klassificeret som følger:
- 1999: Som middelbilen[4]
- 2001: Mindst 20 % bedre end middelbilen[5]
- 2003: Som middelbilen[6]
- 2005: Som middelbilen[7]
- 2007: Som middelbilen[8]
- 2009: Som middelbilen[9]
- 2011: Som middelbilen[10]
- 2013: Som middelbilen[11]
- 2017: Som middelbilen[12]

## Tekniske data

### Benzinmotorer
|                                                | 1.0i 12V            | 1.2i                                  | 1.2i                            | 1.2i                            | 1.2i 16V                        | 1.4i                            | 1.4i                            |
| Byggeperiode                                   | 1997−2000           | 1993−1995                             | 1993−1995                       | 1995−1997                       | 1998−2000                       | 1993−1995                       | 1995−1998                       |
| Motordata                                      |                     |                                       |                                 |                                 |                                 |                                 |                                 |
| Motorkode                                      | X10XE               | C12NZ                                 | 12NZ1                           | X12SZ                           | X12XE                           | C14NZ                           | X14SZ                           |
| Motortype                                      | R3-benzinmotor      | R4-benzinmotor                        | R4-benzinmotor                  | R4-benzinmotor                  | R4-benzinmotor                  | R4-benzinmotor                  | R4-benzinmotor                  |
| Antal ventiler pr. cylinder                    | 4                   | 2                                     | 2                               | 2                               | 4                               | 2                               | 2                               |
| Ventilstyring                                  | DOHC, kæde          | OHC, tandrem                          | OHC, tandrem                    | OHC, tandrem                    | DOHC, kæde                      | OHC, tandrem                    | OHC, tandrem                    |
| Fødesystem                                     | Multipoint          | Monopoint                             | Monopoint                       | Monopoint                       | Multipoint                      | Monopoint                       | Monopoint                       |
| Trykladning                                    | –                   | –                                     | –                               | –                               | –                               | –                               | –                               |
| Køling                                         | Vandkøling          | Vandkøling                            | Vandkøling                      | Vandkøling                      | Vandkøling                      | Vandkøling                      | Vandkøling                      |
| Boring × slaglængde                            | 72,5 × 78,6 mm      | 72,0 × 73,4 mm                        | 72,0 × 73,4 mm                  | 72,0 × 73,4 mm                  | 72,5 × 72,6 mm                  | 77,6 × 73,4 mm                  | 77,6 × 73,4 mm                  |
| Slagvolume                                     | 973 cm³             | 1195 cm³                              | 1195 cm³                        | 1195 cm³                        | 1199 cm³                        | 1389 cm³                        | 1389 cm³                        |
| Kompressionsforhold                            | 10,1:1              | 9,1:1                                 | 9,1:1                           | 10,0:1                          | 10,1:1                          | 9,4:1                           | 9,6:1                           |
| Maks. effekt ved omdr./min.                    | 40 kW (54 hk) 5600  | 33 kW (45 hk) 5000                    | 33 kW (45 hk) 5000              | 33 kW (45 hk) 4600              | 48 kW (65 hk) 5600              | 44 kW (60 hk) 5200              | 44 kW (60 hk)2 5400             |
| Maks. drejningsmoment ved omdr./min.           | 82 Nm 2800          | 86 Nm 2800                            | 88 Nm 2800                      | 88 Nm 2800                      | 110 Nm 4000                     | 103 Nm 2800                     | 106 Nm 3000                     |
| Udstødningsnorm                                | Euro2               | Euro1                                 |                                 | Euro2                           | Euro2                           | Euro1                           | Euro2                           |
| Kraftoverførsel                                |                     |                                       |                                 |                                 |                                 |                                 |                                 |
| Drivende hjul                                  | Forhjul             | Forhjul                               | Forhjul                         | Forhjul                         | Forhjul                         | Forhjul                         | Forhjul                         |
| Gearkasse (standardudstyr)                     | 5-trins manuel      | 4-trins manuel                        | 5-trins manuel                  | 5-trins manuel                  | 5-trins manuel                  | 5-trins manuel                  | 5-trins manuel                  |
| Gearkasse (ekstraudstyr)                       | –                   | 5-trins manuel                        | –                               | –                               | 4-trins automatisk              | 4-trins automatisk              | 4-trins automatisk              |
| Præstationer3                                  |                     |                                       |                                 |                                 |                                 |                                 |                                 |
| Topfart                                        | 150 km/t            | 145 km/t                              | 145 km/t                        | 145 km/t                        | 163 km/t (155 km/t)             | 155 km/t (145 km/t)2            | 155 km/t (145 km/t)2            |
| Acceleration 0-100 km/t                        | 18,0 sek.           | 20,0 sek.                             | 20,0 sek.                       | 20,0 sek.                       | 14,0 sek. (17,0 sek.)           | 15,0 sek. (18,5 sek.)           | 15,0 sek. (19,0 sek.)           |
| Brændstofforbrug pr. 100 km ved blandet kørsel | 5,7 liter Blyfri 95 | 7,1 liter 5 gear: 6,8 liter Blyfri 95 | 6,8 liter Blyfri/ blyholdig 95  | 6,6 liter Blyfri 95             | 6,4 liter (7,5 liter) Blyfri 95 | 6,9 liter (7,8 liter) Blyfri 95 | 7,4 liter (8,4 liter) Blyfri 95 |
| CO2-udslip ved blandet kørsel                  | 137 g/km            |                                       |                                 | 156 g/km                        | 154 g/km (180 g/km)             |                                 | 175 g/km (200 g/km)             |
|                                                | 1.4 Si              | 1.4i 16V                              | 1.4i 16V                        | 1.6i 16V (GSi)                  | 1.6i 16V (GSi)                  | 1.6i 16V (GSi)                  |                                 |
| Byggeperiode                                   | 1993−1994           |                                       | 1994−2000                       | 1995−2000                       | 1993−1994                       | 1994−2000                       |                                 |
| Motordata                                      |                     |                                       |                                 |                                 |                                 |                                 |                                 |
| Motorkode                                      | C14SE               | C14SEL4                               | X14XE                           | C16SEL4                         | C16XE                           | X16XE                           |                                 |
| Motortype                                      | R4-benzinmotor      | R4-benzinmotor                        | R4-benzinmotor                  | R4-benzinmotor                  | R4-benzinmotor                  | R4-benzinmotor                  |                                 |
| Antal ventiler pr. cylinder                    | 2                   | 4                                     | 4                               | 4                               | 4                               | 4                               |                                 |
| Ventilstyring                                  | OHC, tandrem        | DOHC, tandrem                         | DOHC, tandrem                   | DOHC, tandrem                   | DOHC, tandrem                   | DOHC, tandrem                   |                                 |
| Fødesystem                                     | Multipoint          | Multipoint                            | Multipoint                      | Multipoint                      | Multipoint                      | Multipoint                      |                                 |
| Trykladning                                    | –                   | –                                     | –                               | –                               | –                               | –                               |                                 |
| Køling                                         | Vandkøling          | Vandkøling                            | Vandkøling                      | Vandkøling                      | Vandkøling                      | Vandkøling                      |                                 |
| Boring × slaglængde                            | 77,6 × 73,4 mm      | 77,6 × 73,4 mm                        | 77,6 × 73,4 mm                  | 79,0 × 81,5 mm                  | 79,0 × 81,5 mm                  | 79,0 × 81,5 mm                  |                                 |
| Slagvolume                                     | 1389 cm³            | 1389 cm³                              | 1389 cm³                        | 1598 cm³                        | 1598 cm³                        | 1598 cm³                        |                                 |
| Kompressionsforhold                            | 9,8:1               | 9,8:1                                 | 10,5:1                          | 9,8:1                           | 10,5:1                          | 10,5:1                          |                                 |
| Maks. effekt ved omdr./min.                    | 60 kW (82 hk) 5800  | 63 kW (86 hk) 6000                    | 66 kW (90 hk) 6000              | 74 kW (101 hk) 6000             | 80 kW (109 hk) 6000             | 78 kW (106 hk) 6000             |                                 |
| Maks. drejningsmoment ved omdr./min.           | 114 Nm 3400         | 120 Nm 4000                           | 125 Nm 4000                     | 143 Nm 4000                     | 150 Nm 3800                     | 148 Nm 4000                     |                                 |
| Udstødningsnorm                                | Euro1               | Euro1                                 | Euro2                           | Euro1                           | Euro1                           | Euro2                           |                                 |
| Kraftoverførsel                                |                     |                                       |                                 |                                 |                                 |                                 |                                 |
| Drivende hjul                                  | Forhjul             | Forhjul                               | Forhjul                         | Forhjul                         | Forhjul                         | Forhjul                         |                                 |
| Gearkasse (standardudstyr)                     | 5-trins manuel      | 5-trins manuel                        | 5-trins manuel                  | 5-trins manuel                  | 5-trins manuel                  | 5-trins manuel                  |                                 |
| Gearkasse (ekstraudstyr)                       | –                   | 4-trins automatisk                    | 4-trins automatisk              | 4-trins automatisk              | –                               | –                               |                                 |
| Præstationer3                                  |                     |                                       |                                 |                                 |                                 |                                 |                                 |
| Topfart                                        | 173 km/t            | 177 km/t (167 km/t)                   | 180 km/t (172 km/t)             | 186 km/t (176 km/t)             | 195 km/t                        | 192 km/t                        |                                 |
| Acceleration 0-100 km/t                        | 12,5 sek.           |                                       | 11,0 sek. (13,5 sek.)           |                                 | 9,5 sek.                        | 10,5 sek.                       |                                 |
| Brændstofforbrug pr. 100 km ved blandet kørsel | 7,2 liter Blyfri 95 | 7,7 liter (8,4 liter) Blyfri 95       | 7,5 liter (8,1 liter) Blyfri 95 | 8,0 liter (8,8 liter) Blyfri 95 | 7,2 liter Blyfri 95             | 7,8 liter Blyfri 95             |                                 |
| CO2-udslip ved blandet kørsel                  |                     | 185 g/km (202 g/km)                   | 179 g/km (193 g/km)             | 192 g/km (212 g/km)             |                                 | 185 g/km                        |                                 |

Samtlige versioner med benzinmotor er E10-kompatible.

### Dieselmotorer
|                                                | 1.5 D              | 1.5 TD             | 1.5 TD ECO         | 1.7 D              | 1.7 D              |
| Byggeperiode                                   | 1993−1995          | 1993−2000          | 1997−2000          | 1995−1996          | 1996−2000          |
| Motordata                                      |                    |                    |                    |                    |                    |
| Motorkode                                      | 4EC1/15D           | T4EC1/X15DT        | T4EC1/X15DT        | 4EE1/17D           | X17D               |
| Motortype                                      | R4-dieselmotor     | R4-dieselmotor     | R4-dieselmotor     | R4-dieselmotor     | R4-dieselmotor     |
| Antal ventiler pr. cylinder                    | 2                  | 2                  | 2                  | 2                  | 2                  |
| Ventilstyring                                  | OHC, tandrem       | OHC, tandrem       | OHC, tandrem       | OHC, tandrem       | OHC, tandrem       |
| Fødesystem                                     | Hvirvelkammer      | Hvirvelkammer      | Hvirvelkammer      | Hvirvelkammer      | Hvirvelkammer      |
| Trykladning                                    | –                  | Turbolader         | Turbolader         | –                  | –                  |
| Køling                                         | Vandkøling         | Vandkøling         | Vandkøling         | Vandkøling         | Vandkøling         |
| Boring × slaglængde                            | 76,0 × 82,0 mm     | 76,0 × 82,0 mm     | 76,0 × 82,0 mm     | 79,0 × 86,0 mm     | 79,0 × 86,0 mm     |
| Slagvolume                                     | 1488 cm³           | 1488 cm³           | 1488 cm³           | 1686 cm³           | 1686 cm³           |
| Kompressionsforhold                            | 23,0:1             | 22,0:1             | 22,0:1             | 22,0:1             | 22,0:1             |
| Maks. effekt ved omdr./min.                    | 37 kW (50 hk) 4800 | 49 kW (67 hk) 4600 | 49 kW (67 hk) 4600 | 44 kW (60 hk) 4500 | 44 kW (60 hk) 4400 |
| Maks. drejningsmoment ved omdr./min.           | 90 Nm 2400         | 132 Nm 2600        | 132 Nm 2600        | 108 Nm 2600        | 112 Nm 2650        |
| Udstødningsnorm                                | Euro1              | Euro1/2            | Euro2              | Euro1              | Euro2              |
| Kraftoverførsel                                |                    |                    |                    |                    |                    |
| Drivende hjul                                  | Forhjul            | Forhjul            | Forhjul            | Forhjul            | Forhjul            |
| Gearkasse                                      | 5-trins manuel     | 5-trins manuel     | 5-trins manuel     | 5-trins manuel     | 5-trins manuel     |
| Præstationer                                   |                    |                    |                    |                    |                    |
| Topfart                                        | 150 km/t           | 165 km/t           | 165 km/t           | 155 km/t           | 155 km/t           |
| Acceleration 0-100 km/t                        | 19,5 sek.          | 14,0 sek.          | 14,0 sek.          | 16,5 sek.          | 16,5 sek.          |
| Brændstofforbrug pr. 100 km ved blandet kørsel | 5,6 liter Diesel   | 5,4 liter Diesel   | 4,9 liter Diesel   | 6,3 liter Diesel   | 5,2 liter Diesel   |
| CO2-udslip ved blandet kørsel                  |                    | 143 g/km           | 130 g/km           |                    | 139 g/km           |

## Combo
I oktober 1993 introducerde Opel modellen Combo B, som var en aflægger af den i starten af samme år introducerede Corsa B. Ligesom sin Kadett-baserede forgænger havde bilen kun to siddepladser i førerkabinen, som var åben bagtil. Derudover havde den en lukket varekasse med to fløjdøre bagtil, som kunne åbnes i næsten hele lastrummets bredde og højde.
I sommeren 1995 blev modelprogrammet udvidet med Combo Tour med en anden sæderække og ruder bagi.
Combo B fandtes med to benzin- og én dieselmotor. Benzinmotorerne var begge på 1389 cm³ og havde en effekt på 44 kW (60 hk) hhv. 60 kW (82 hk), mens dieselmotoren var på 1686 cm³ og havde 44 kW (60 hk). Den tilladte totalvægt var 1.620 kg.
I august 2001 blev produktionen indstillet. Herved "overlevede" modellen sit forbillede med et år.

## Produktion på andre markeder
Corsa B produceres stadigvæk i nogle lande, bl.a. i Sydafrika hvor den oprindelige version (i Europa frem til 1997) sælges under navnet Corsa Lite, hvor den faceliftede version (i Europa fra 1997) i Indien sælges under navne som Corsa Sail (hatchback), Corsa Joy (sedan) og Corsa Swing (Caravan/stationcar).
Hovedsageligt i sydamerikanske lande som f.eks. Uruguay sælges Corsa B under varemærket Chevrolet og har navne som Chevrolet Celta (tredørs) eller Chevrolet Prisma (sedan). Navnet på den lidt over fire meter lange lange Opel Corsa B Caravan er Chevrolet Corsa Station Wagon. Den blev bygget mellem 1997 og 2001 i Rosario, Argentina. Modellen blev kun importeret til Europa af Opel Italia, men var oprindeligt en tysk konstruktion. På det europæiske marked så Opel dog ingen salgschancer for denne model, hvorfor projektet efter få år blev lagt på hylden igen.
I Argentina sælges Corsa også af Suzuki under navnet Suzuki Fun.
I Japan og Østafrika blev Corsa B solgt under navnet Opel Vita.
Corsa blev på General Motors' fabrik ved Port Elizabeth, Sydafrika fortsat bygget frem til 2004. Da modellen der blev solgt sideløbende med efterfølgeren Corsa C, blev navnet ændret til Opel Corsa Swing. Det eneste land hvor Corsa B stadigvæk fremstilles i dag er Indien, hvor minibilen Opel Corsa Sail og stationcaren Opel Corsa Swing markedsføres.
I Kina blev sedanen fremstillet frem til 2009, og hed fra 1999 til 2005 Buick Sail og derefter Chevrolet Sail. Efter at denne model udgik, er der blevet fremstillet en ny, egenudviklet model under samme navn.
- Opel Corsa Station Wagon
- Chevrolet Corsa Station Wagon
- Chevrolet Celta
- Chevrolet Prisma
- Buick Sail Sedan
- Opel Corsa Pickup
- Holden SB Barina Cabrio
- Chevrolet Sail
- Chevrolet Corsa 1,6 ST Pickup